# Luis Sagaz Zubelzu
Luis Sagaz Zubelzu (Madrid, 15 de agosto de 1905-Jaén, 30 de junio de 1983) fue médico, psiquiatra y científico español.

## Biografía
A los 14 años era bachiller. Entre 1920 y 1926 hizo la licenciatura en Medicina por la Universidad de Madrid; siendo el alumno más prematuro de su promoción y discípulo de Santiago Ramón y Cajal. Trabajó, entre otros médicos, con Gregorio Marañón. En 1928 fue de Madrid a Jaén, concretamente a Villargordo, donde ejerció como médico rural. Pronto estableció contacto con la capital a través del Dr. Fermín Palma García. Llegó a ser primer director del Dispensario Antituberculoso. En 1933 ingresó en la Beneficencia Provincial. Aunque su primera especialidad fue la psiquiatría, Sagaz Zubelzu, con sus estudios en plena ampliación, trabaja en el campo de la tuberculosis que, por aquellos años, era un gran problema.
Dirigió durante cuarenta años hasta su jubilación el sanatorio de El Neveral.
En 1952 fue el primer director del Instituto de Estudios Giennenses, aunque duró poco en el cargo: dejó la institución por su dedicación total a la Medicina, aunque siempre mantuvo contacto y colaboración con el Seminario Médico de dicho Instituto. Recibió ofrecimientos para ocupar cargos representativos tanto en la vida política como en ámbitos culturales, pero decidió seguir al cargo del hospital provincial.
El 21 de noviembre de 1981 el Dr. Sagaz Zubelzu recibió el título de Hijo Adoptivo de Villargordo, en cuya población figura una calle en su nombre. El 11 de diciembre de dicho año el Ayuntamiento de Jaén le entregaba la Medalla de Oro de la ciudad y su nombre se incluía en el callejero. Por aquellas fechas la Asociación de Neumólogos del Sur le hacía miembro de honor, y el Sanatorio de El Neveral empezó a llamarse desde entonces Centro Hospitalario de Enfermedades del Tórax Dr. Sagaz.